# Monstreux
Monstreux [mɔ̃stʁø]  est une section de la ville belge de Nivelles, située en Région wallonne dans la province du Brabant wallon.
C'était une commune à part entière avant la fusion des communes de 1977.

## Démographie
- Sources:INS, Rem:1831 jusqu'en 1970=recensements, 1976= nombre d'habitants au 31 décembre

## Histoire et patrimoine
Il y avait à Monstreux un chêne millénaire qui fut incendié par un vandale en 1919.

Il y avait aussi cinq moulins à eau sur la Thines. Seul le Moulin Jacquet ou le Vieux Moulin existe encore dans le centre du village. Sur l'un d'entre eux P.J. Oreins était meunier en 1778. Il faisait partie d'une famille de meuniers notoires actifs pendant plusieurs siècles dans le Payottenland.
En fait, il reste un autre moulin à Monstreux; le Moulin Pierrart (ou Pierard). Fondé par Eloy Pierrart en 1821. Il se situe à environ 800 m à vol d'oiseau du centre du village, dans le chemin Hiernoulet.